# Landvettersjön
Landvettersjön (tidigare Gröen) är en sjö i Härryda kommun i Västergötland och ingår i Göta älvs huvudavrinningsområde. Sjön är 21 meter djup, har en yta på 2,18 kvadratkilometer och befinner sig 54,3 meter över havet. Sjön avvattnas av vattendraget Gullbergsån (Mölndalsån). Vid provfiske har bland annat abborre, gers, gädda och lake fångats i sjön.
Sjön är långsmal och ligger mellan tätorterna Landvetter och Mölnlycke. Mölndalsån rinner genom sjön. Järnvägen mellan Göteborg och Borås, en del av Kust till kust-banan, är dragen längs södra sidan av sjön. Där ligger också de mindre orterna Långenäs och Ramberget. På norra sidan av sjön ligger Bårhult och Bårekulla. Den enda ön i sjön heter Bockön (tidigare även Långenäs ö) och var på 1800-talet bebodd av en torparfamilj.
Lantmäteriet har sommaren 2010 tagit beslut om att Gröen skall anses vara ett äldre namn på sjön, och bara namnet Landvettersjön skall härefter finnas i Lantmäteriets databaser.

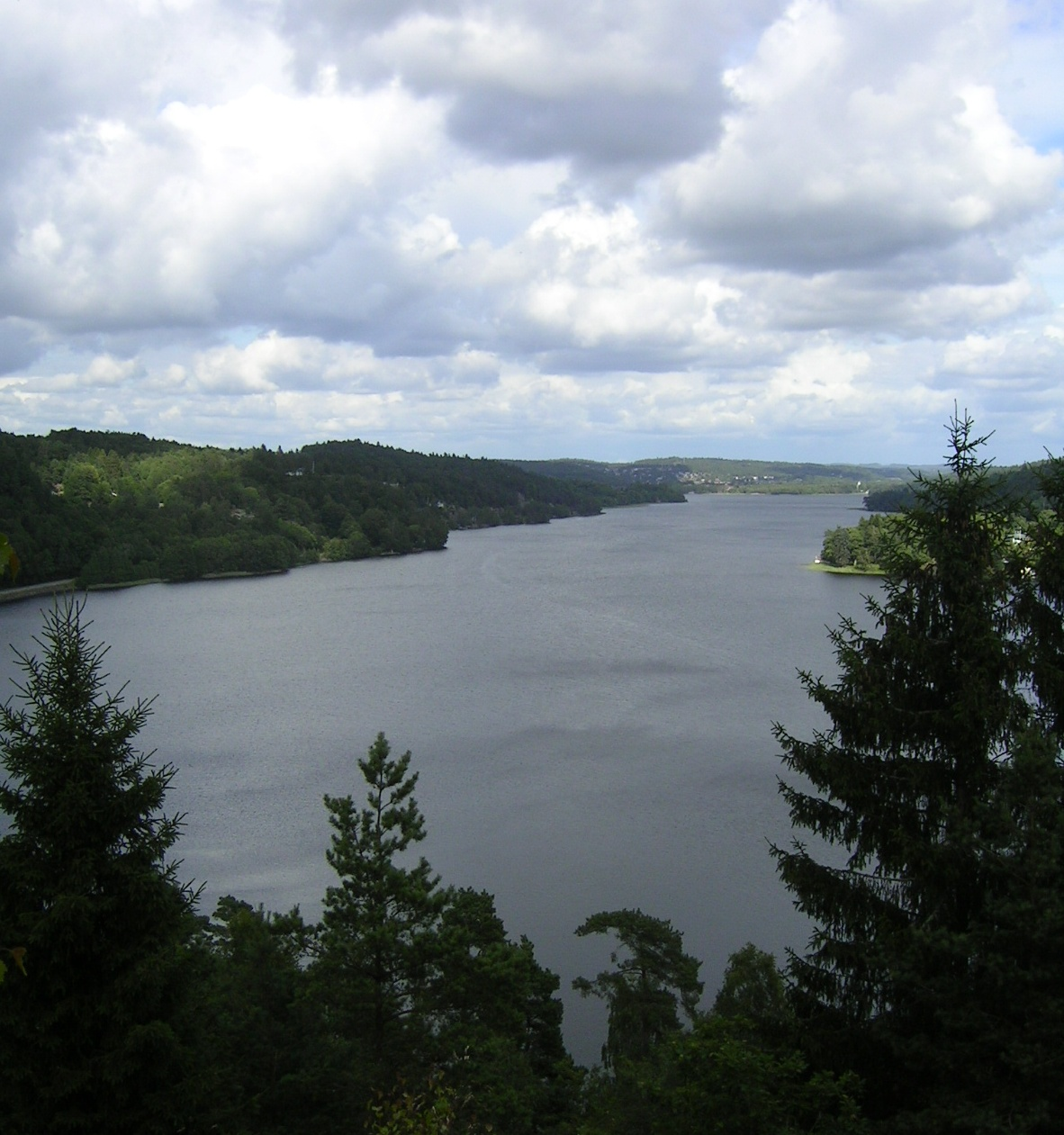
Sjön sedd från en utsiktsplats väster om den
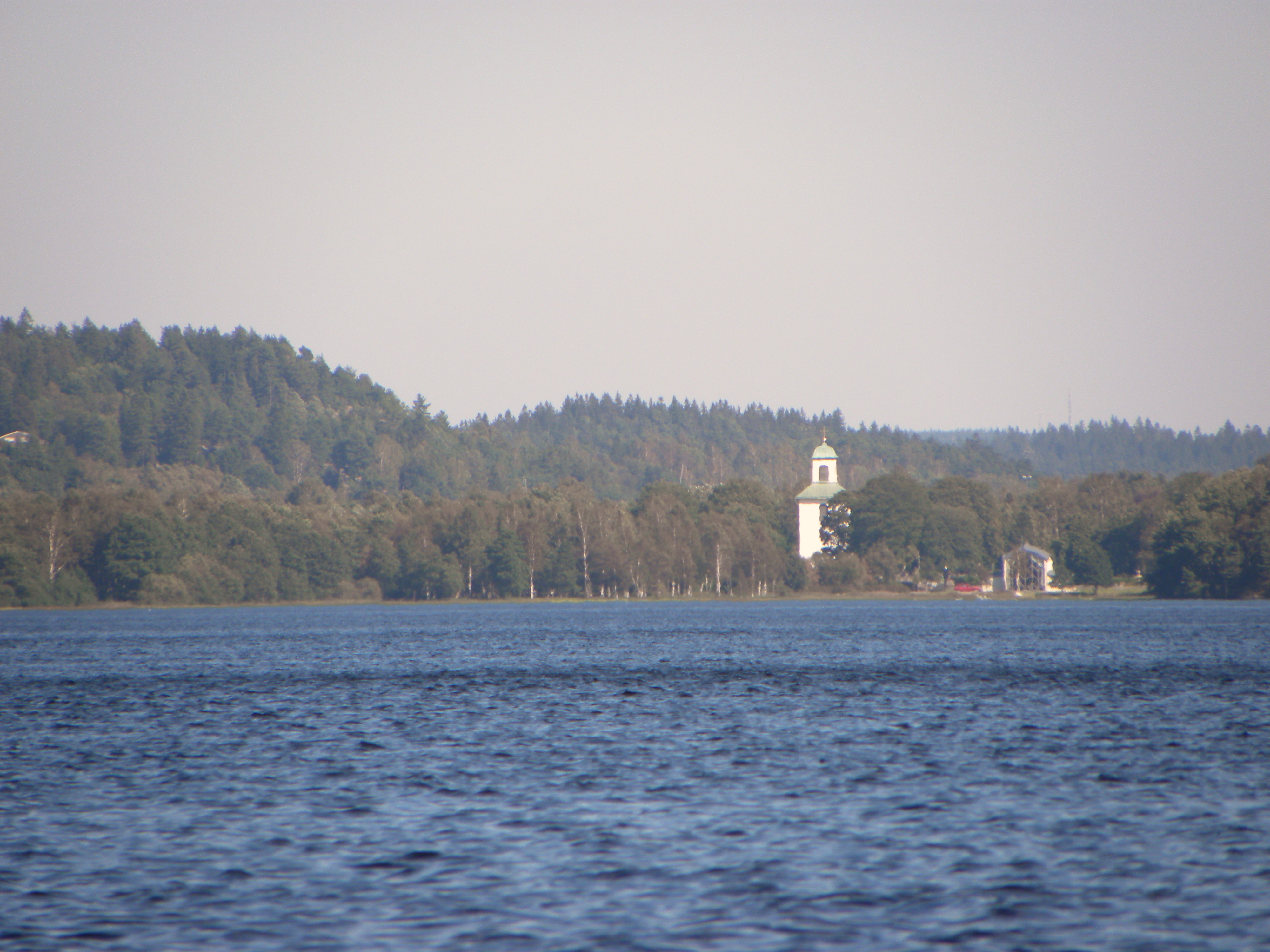
Östra delen av sjön med Landvetters kyrka i bakgrunden

## Delavrinningsområde
Landvettersjön ingår i delavrinningsområde (639937-128157) som SMHI kallar för Utloppet av Landvettersjön. Medelhöjden är 102 meter över havet och ytan är 20,67 kvadratkilometer. Räknas de 15 avrinningsområdena uppströms in blir den ackumulerade arean 175,88 kvadratkilometer. Gullbergsån (Mölndalsån) som avvattnar avrinningsområdet har biflödesordning 3, vilket innebär att vattnet flödar genom totalt 3 vattendrag innan det når havet efter 24 kilometer. Avrinningsområdet består mestadels av skog (62 %). Avrinningsområdet har 2,17 kvadratkilometer vattenytor vilket ger det en sjöprocent på 10,5 %. Bebyggelsen i området täcker en yta av 2,1 kvadratkilometer eller 10 % av avrinningsområdet.

## Fisk
Vid provfiske har följande fisk fångats i sjön:
- Abborre
- Gärs
- Gädda
- Lake
- Mört
- Nors
- Siklöja
- Sutare
- Öring